# Once Upon a Dream
"Once Upon a Dream" é uma canção composta para o filme de 1959 da Walt Disney Animation Studios, A Bela Adormecida. É baseada na peça de ballet homônima de Piotr Ilitch Tchaikovsky, especificamente na parte "Grande valse villageoise". É o tema de amor da Princesa Aurora e do Príncipe Felipe. A canção aparece três vezes no filme, sendo a primeira e a última interpretada por um coro e a segunda interpretada por Mary Costa e Bill Shirley respectivamente nos papéis da Princesa Aurora e Príncipe Felipe. Foi composta por Jack Lawrence e Sammy Fain produzida por George Bruns.
Ganhou um cover feito pelo grupo americano No Secrets para o lançamento em DVD de 2003 e por Emily Osment em outubro de 2008 para o lançamento da Edição Platinum do filme em DVD e blu-ray, mais tarde incluída na compilação Princess DisneyMania. Em 2014, a cantora Lana Del Rey regravou a canção em estilo "sombrio" para integrar a trilha sonora do filme Maleficent.

## Versão brasileira
A versão brasileira foi originalmente interpretada por Norma Maria como a Princesa Aurora e Osny Silva como o Príncipe Felipe. O coro foi feito pela Associação de Canto Coral. Aloysio de Oliveira foi o responsável pela tradução da canção. No Brasil, recebeu o título de "Era Uma Vez Num Sonho", também sendo intitulada como "O Príncipe Azul", "Você é O Meu Príncipe Azul" e "És Tu Príncipe Azul" em diversas coletâneas da Disney lançadas no país. Wanda Sá e João Donato regravaram a canção para a coletânea "Disney Bossa Nova", de 2005.